# Alice Ceresa
 (avril 2023).
Si vous disposez d'ouvrages ou d'articles de référence ou si vous connaissez des sites web de qualité traitant du thème abordé ici, merci de compléter l'article en donnant les références utiles à sa vérifiabilité et en les liant à la section « Notes et références ».
Pour les articles homonymes, voir Ceresa.
Alice Ceresa, née le 25 janvier 1923 à Bâle et morte le 21 décembre 2001 à Rome, est une écrivaine suisse.

## Biographie
Alicia Ceresa, qui signe Alice, est issue d’une famille tessinoise. Après ses études à Bâle et Bellinzone (où elle travaille au journal Il dovere), s’installe à Zurich et écrit pour Die Weltwoche et Svizzera italiana.
Elle y rencontre Luigi Comencini, Franco Fortini, Ignazio Silone et d’autres exilés italiens.
En 1950, elle s’installe à Rome, où elle collabore à Tempo presente (it) et Botteghe Oscure (it). Elle publie également dans Les Lettres nouvelles.
Ses œuvres littéraires alors publiées, toutes consacrées à la question des femmes, et alors précurseures, sont immédiatement remarquées par la critique.
La figlia prodiga inaugure la collection « La ricerca letteraria » chez Einaudi, dirigée par Guido Davico Bonino (it), Giorgio Manganelli et Edoardo Sanguineti, remporte le Prix Viareggio Opera Prima. La tension expérimentale du livre la relie au féminisme et au Gruppo 63.
Ses archives sont conservées à la Bibliothèque nationale suisse dont, parmi des manuscrits inédits, sa correspondance avec des auteurs tels que Italo Calvino, Dacia Maraini ou Elio Vittorini.

## Œuvres

### Œuvres anthumes
- La figlia prodiga, Einaudi ("La ricerca letteraria" n. 1), Torino, 1967

- Bambine, Einaudi ("Nuovi coralli" n. 423), Torino, 1990

### Œuvres posthumes
- La figlia prodiga e altre storie, La Tartaruga, Milano, 2004,  (ISBN 9788877384188).
- Piccolo dizionario dell'inuguaglianza femminile, postfazione di Jacqueline Risset, Nottetempo, Roma, 2007  (ISBN 9788874521074).
  - Petit dictionnaire de l’inégalité féminine, texte original établi par Tatiana Crivelli, traduit de l’italien par Renato Weber, La Baconnière, Neuchâtel, 2025,  (ISBN 9782889601660).
- La morte del padre, con Ritratto di Alice di Patrizia Zappa Mulas, et al., 2013,  (ISBN 9788864631028).

### En revue
- Gli altri, in « Svizzera italiana », n. 17-20, Lugano, 1943
- La morte del padre, in « Nuovi Argomenti », n. 62, aprile-maggio 1979, p. 69–92

## Prix
- 1967 : Prix Viareggio, pour La figlia prodiga
- 1990 : Prix Schiller pour Bambine[5]

### Source de la traduction
- (it) Cet article est partiellement ou en totalité issu de l’article de Wikipédia en italien intitulé « Alice Ceresa » (voir la liste des auteurs).